# Meerkat Manor
Meerkat Manor is een serie van Animal Planet die gaat over het leven van een familie stokstaartjes in de Kalahariwoestijn in het zuiden van Afrika.
In deze 'soapserie' wordt nauwlettend in de gaten gehouden wat voor spannende avonturen de diertjes beleven. Het kan behalve het dagelijkse zoeken naar voedsel gaan om onder meer overspel, ruzies met andere families, het opvoeden van de jongen of het ontwijken van vijanden zoals roofvogels.
In de serie komen geen mensen voor. De commentaarstem wordt ingesproken door Bill Nighy.
Voor het opnemen van de serie werd gebruikgemaakt van vezeloptische camera's, zodat er voor het eerst in een stokstaartjesburcht gekeken kon worden. De opnamecrew verbleef tijdens de opnamen in een speciaal gebouwde schuur, zodat de stokstaartjes ongezien gevolgd konden worden.
De serie werd in Vlaanderen uitgezonden op VTM, eerst onder de naam De familie Stokstaart. Voor het uitzenden van de tweede reeks werd wel de oorspronkelijke titel gebruikt. In deze versie is Wim Oosterlinck de commentaarstem.

## Stokstaartfamilies
In de serie komen verschillende stokstaartfamilies voor, groepen stokstaartjes die samenwerken voor het welzijn van de groep. Om iedere groep te volgen worden de dominante vrouwtjes uitgerust met radiozenderhalsband, alsook enkele dominante mannetjes.
Hieronder worden de verschillende families beschreven en een aantal van hun vooraanstaande leden.
| Whiskers             | Whiskers | Whiskers | Whiskers | Whiskers |
| -------------------- | --- | --- | --- | --- |
| Eerste verschijning: | Seizoen 1, Aflevering 1 | Groepsgrootte: | 33 | 33 |
| Dominante vrouwtje:  | Rocket Dog | Dominante mannetje: | Zaphod | Zaphod |
| Beschrijving:        | Een van de grootste groepen in de Kalahari, met bijna 50 leden en de "sterren" van de serie. Oorspronkelijk geleid door Flower en Zaphod, nu door Rocket Dog die het leiderschap overnam, na Flowers dood. Hun territorium was bevatte eerst zo'n 7,5 vierkante kilometer, totdat een rivaliserende groep, de Commandoes, succesvol een deel van hun territorium veroverde. | Een van de grootste groepen in de Kalahari, met bijna 50 leden en de "sterren" van de serie. Oorspronkelijk geleid door Flower en Zaphod, nu door Rocket Dog die het leiderschap overnam, na Flowers dood. Hun territorium was bevatte eerst zo'n 7,5 vierkante kilometer, totdat een rivaliserende groep, de Commandoes, succesvol een deel van hun territorium veroverde. | Een van de grootste groepen in de Kalahari, met bijna 50 leden en de "sterren" van de serie. Oorspronkelijk geleid door Flower en Zaphod, nu door Rocket Dog die het leiderschap overnam, na Flowers dood. Hun territorium was bevatte eerst zo'n 7,5 vierkante kilometer, totdat een rivaliserende groep, de Commandoes, succesvol een deel van hun territorium veroverde. | Een van de grootste groepen in de Kalahari, met bijna 50 leden en de "sterren" van de serie. Oorspronkelijk geleid door Flower en Zaphod, nu door Rocket Dog die het leiderschap overnam, na Flowers dood. Hun territorium was bevatte eerst zo'n 7,5 vierkante kilometer, totdat een rivaliserende groep, de Commandoes, succesvol een deel van hun territorium veroverde. |
| Leden:               | - Rocket Dog, een van de dochters van Flower en het dominante vrouwtje van de groep. Ze had ook al het leiderschap over een subgroep, toen de Whiskers zich opsplitsen gedurende een tijd van droogte en voedseltekort. Haar eerste zwangerschap liep mis tijdens deze stressvolle tijd. Toen de groep weer herenigd werd, werd ze weer ondergeschikt aan Flower. Na Flowers overlijden, nam ze de rol van het dominante vrouwtje permanent op zich. - Zaphod, de voormalige partner van Flower en het dominante mannetje van de Whiskers. Na Flowers overlijden, bleef hij aanvankelijk de rol van het dominante mannetje op zich nemen en jaagde alle mannetjes weg, die de groep naderde. Maar omdat hij niet met zijn eigen dochter zou kunnen paren, verliet hij de groep en werd een zwervend mannetje. Maar na een aantal weken keerde hij weer terug en nam de rol van het dominante mannetje weer op zich, hoewel hij niet Rocket Dogs partner kan worden. - Youssarian, Zaphods acht jaar oudere broer en voormalig dominant mannetje, met een litteken over zijn linkeroog. Hij wordt in het eerste seizoen beschreven als een mannetje met "sociale problemen" en is berucht om zijn gedwongen holenverhuizingen tijdens het oppassen op de pups. Hij heeft succesvol gepaard met een aantal vrouwtjes van de Lazuli en is de vader van Pancakes pups. In seizoen drie verliet hij de groep om te gaan zwerven. Hij is sindsdien maanden niet meer gezien. - Maybelline, dochter van Flower (dus zus van Rocket Dog) en rivale voor het leiderschap van de Whiskers. Met Rocket Dog toch vast in het zadel, verliet zij de groep met haar pups om en nieuwe groep te vormen, de Aztecs. - Daisy, dochter van Flower, met een nerveuze aanleg. Als dominante vrouwtje van een van de subgroepen, stond ze bekend om zonder een duidelijke reden te gaan "blaffen". Zij werd door Mozart, een ander ondergeschikt vrouwtje, uit de groep gezet, een zeldzame gebeurtenis in de stokstaartjesmaatschappij. Nadat Flower haar dominantie over de groep bekrachtigde, werd ze weer opgenomen in de groep. Met Rocket Dog als kinderloze leidster, kon ze haar tweede worp volbrengen zonder uitzetting te riskeren. - Flower, voormalig leidster en dominante vrouwtje van de Whiskers. Ze werd geboren in 2000 en werd de moeder van 70 pups. Toen zij een aantal pups tegen een giftige Kaapse cobra wilde beschermen, werd ze gebeten en stierf. Haar uitzonderlijk succesvol leiderschap is de hoofdzakelijke reden dat de Whisker groep als sterren van de serie werden geselecteerd. - Axel, een pup dat werd achtergelaten tijdens een Zappa aanval op de Whiskers door de Zappa's. In het verhaal wordt hij geadopteerd door de Whiskers nadat hij werd gevonden door Mitch. In de serie is Axel een Zappa pup, maar zijn onderzoeksnummer suggereert dat hij misschien een pup is van the Young Ones, die vaak worden gebruikt als beeldmateriaal van de Zappa's. - Mitch verscheen als pup in de eerste aflevering van de serie. Hij werd een keer achtergelaten tijdens een holenverhuizing door Kinkajou, maar werd gevonden door Shakespeare. Als volwassene, helpt hij regelmatig pups. Zo heeft hij geprobeerd de pups Ren en Stumpy te redden, toen ze werden achtergelaten door de groep en vond hij Axel. Hij is de beste schildwacht van de familie - Shakespeare, de heldhaftige zoon van Flower. Hij overleefde een dubbele beet, in zijn gezicht en been, van een pofadder. Hij verdween aan het einde van seizoen een en is hoogstwaarschijnlijk overleden. Thomas Flower merkte op dat "stokstaartjes vaak omkomen tijdens het verdedigen van pups, Shakespeare was een dag ervoor oppasser en de Lazuli waren in de buurt. Maar het is even waarschijnlijk dat hij is gedood door een roofdier, naar een andere groep gegaan is, of gedood werd tijdens aansluiting bij een groep, we zijn er gewoonweg niet bij geweest." | - Rocket Dog, een van de dochters van Flower en het dominante vrouwtje van de groep. Ze had ook al het leiderschap over een subgroep, toen de Whiskers zich opsplitsen gedurende een tijd van droogte en voedseltekort. Haar eerste zwangerschap liep mis tijdens deze stressvolle tijd. Toen de groep weer herenigd werd, werd ze weer ondergeschikt aan Flower. Na Flowers overlijden, nam ze de rol van het dominante vrouwtje permanent op zich. - Zaphod, de voormalige partner van Flower en het dominante mannetje van de Whiskers. Na Flowers overlijden, bleef hij aanvankelijk de rol van het dominante mannetje op zich nemen en jaagde alle mannetjes weg, die de groep naderde. Maar omdat hij niet met zijn eigen dochter zou kunnen paren, verliet hij de groep en werd een zwervend mannetje. Maar na een aantal weken keerde hij weer terug en nam de rol van het dominante mannetje weer op zich, hoewel hij niet Rocket Dogs partner kan worden. - Youssarian, Zaphods acht jaar oudere broer en voormalig dominant mannetje, met een litteken over zijn linkeroog. Hij wordt in het eerste seizoen beschreven als een mannetje met "sociale problemen" en is berucht om zijn gedwongen holenverhuizingen tijdens het oppassen op de pups. Hij heeft succesvol gepaard met een aantal vrouwtjes van de Lazuli en is de vader van Pancakes pups. In seizoen drie verliet hij de groep om te gaan zwerven. Hij is sindsdien maanden niet meer gezien. - Maybelline, dochter van Flower (dus zus van Rocket Dog) en rivale voor het leiderschap van de Whiskers. Met Rocket Dog toch vast in het zadel, verliet zij de groep met haar pups om en nieuwe groep te vormen, de Aztecs. - Daisy, dochter van Flower, met een nerveuze aanleg. Als dominante vrouwtje van een van de subgroepen, stond ze bekend om zonder een duidelijke reden te gaan "blaffen". Zij werd door Mozart, een ander ondergeschikt vrouwtje, uit de groep gezet, een zeldzame gebeurtenis in de stokstaartjesmaatschappij. Nadat Flower haar dominantie over de groep bekrachtigde, werd ze weer opgenomen in de groep. Met Rocket Dog als kinderloze leidster, kon ze haar tweede worp volbrengen zonder uitzetting te riskeren. - Flower, voormalig leidster en dominante vrouwtje van de Whiskers. Ze werd geboren in 2000 en werd de moeder van 70 pups. Toen zij een aantal pups tegen een giftige Kaapse cobra wilde beschermen, werd ze gebeten en stierf. Haar uitzonderlijk succesvol leiderschap is de hoofdzakelijke reden dat de Whisker groep als sterren van de serie werden geselecteerd. - Axel, een pup dat werd achtergelaten tijdens een Zappa aanval op de Whiskers door de Zappa's. In het verhaal wordt hij geadopteerd door de Whiskers nadat hij werd gevonden door Mitch. In de serie is Axel een Zappa pup, maar zijn onderzoeksnummer suggereert dat hij misschien een pup is van the Young Ones, die vaak worden gebruikt als beeldmateriaal van de Zappa's. - Mitch verscheen als pup in de eerste aflevering van de serie. Hij werd een keer achtergelaten tijdens een holenverhuizing door Kinkajou, maar werd gevonden door Shakespeare. Als volwassene, helpt hij regelmatig pups. Zo heeft hij geprobeerd de pups Ren en Stumpy te redden, toen ze werden achtergelaten door de groep en vond hij Axel. Hij is de beste schildwacht van de familie - Shakespeare, de heldhaftige zoon van Flower. Hij overleefde een dubbele beet, in zijn gezicht en been, van een pofadder. Hij verdween aan het einde van seizoen een en is hoogstwaarschijnlijk overleden. Thomas Flower merkte op dat "stokstaartjes vaak omkomen tijdens het verdedigen van pups, Shakespeare was een dag ervoor oppasser en de Lazuli waren in de buurt. Maar het is even waarschijnlijk dat hij is gedood door een roofdier, naar een andere groep gegaan is, of gedood werd tijdens aansluiting bij een groep, we zijn er gewoonweg niet bij geweest." | - Rocket Dog, een van de dochters van Flower en het dominante vrouwtje van de groep. Ze had ook al het leiderschap over een subgroep, toen de Whiskers zich opsplitsen gedurende een tijd van droogte en voedseltekort. Haar eerste zwangerschap liep mis tijdens deze stressvolle tijd. Toen de groep weer herenigd werd, werd ze weer ondergeschikt aan Flower. Na Flowers overlijden, nam ze de rol van het dominante vrouwtje permanent op zich. - Zaphod, de voormalige partner van Flower en het dominante mannetje van de Whiskers. Na Flowers overlijden, bleef hij aanvankelijk de rol van het dominante mannetje op zich nemen en jaagde alle mannetjes weg, die de groep naderde. Maar omdat hij niet met zijn eigen dochter zou kunnen paren, verliet hij de groep en werd een zwervend mannetje. Maar na een aantal weken keerde hij weer terug en nam de rol van het dominante mannetje weer op zich, hoewel hij niet Rocket Dogs partner kan worden. - Youssarian, Zaphods acht jaar oudere broer en voormalig dominant mannetje, met een litteken over zijn linkeroog. Hij wordt in het eerste seizoen beschreven als een mannetje met "sociale problemen" en is berucht om zijn gedwongen holenverhuizingen tijdens het oppassen op de pups. Hij heeft succesvol gepaard met een aantal vrouwtjes van de Lazuli en is de vader van Pancakes pups. In seizoen drie verliet hij de groep om te gaan zwerven. Hij is sindsdien maanden niet meer gezien. - Maybelline, dochter van Flower (dus zus van Rocket Dog) en rivale voor het leiderschap van de Whiskers. Met Rocket Dog toch vast in het zadel, verliet zij de groep met haar pups om en nieuwe groep te vormen, de Aztecs. - Daisy, dochter van Flower, met een nerveuze aanleg. Als dominante vrouwtje van een van de subgroepen, stond ze bekend om zonder een duidelijke reden te gaan "blaffen". Zij werd door Mozart, een ander ondergeschikt vrouwtje, uit de groep gezet, een zeldzame gebeurtenis in de stokstaartjesmaatschappij. Nadat Flower haar dominantie over de groep bekrachtigde, werd ze weer opgenomen in de groep. Met Rocket Dog als kinderloze leidster, kon ze haar tweede worp volbrengen zonder uitzetting te riskeren. - Flower, voormalig leidster en dominante vrouwtje van de Whiskers. Ze werd geboren in 2000 en werd de moeder van 70 pups. Toen zij een aantal pups tegen een giftige Kaapse cobra wilde beschermen, werd ze gebeten en stierf. Haar uitzonderlijk succesvol leiderschap is de hoofdzakelijke reden dat de Whisker groep als sterren van de serie werden geselecteerd. - Axel, een pup dat werd achtergelaten tijdens een Zappa aanval op de Whiskers door de Zappa's. In het verhaal wordt hij geadopteerd door de Whiskers nadat hij werd gevonden door Mitch. In de serie is Axel een Zappa pup, maar zijn onderzoeksnummer suggereert dat hij misschien een pup is van the Young Ones, die vaak worden gebruikt als beeldmateriaal van de Zappa's. - Mitch verscheen als pup in de eerste aflevering van de serie. Hij werd een keer achtergelaten tijdens een holenverhuizing door Kinkajou, maar werd gevonden door Shakespeare. Als volwassene, helpt hij regelmatig pups. Zo heeft hij geprobeerd de pups Ren en Stumpy te redden, toen ze werden achtergelaten door de groep en vond hij Axel. Hij is de beste schildwacht van de familie - Shakespeare, de heldhaftige zoon van Flower. Hij overleefde een dubbele beet, in zijn gezicht en been, van een pofadder. Hij verdween aan het einde van seizoen een en is hoogstwaarschijnlijk overleden. Thomas Flower merkte op dat "stokstaartjes vaak omkomen tijdens het verdedigen van pups, Shakespeare was een dag ervoor oppasser en de Lazuli waren in de buurt. Maar het is even waarschijnlijk dat hij is gedood door een roofdier, naar een andere groep gegaan is, of gedood werd tijdens aansluiting bij een groep, we zijn er gewoonweg niet bij geweest." | - Rocket Dog, een van de dochters van Flower en het dominante vrouwtje van de groep. Ze had ook al het leiderschap over een subgroep, toen de Whiskers zich opsplitsen gedurende een tijd van droogte en voedseltekort. Haar eerste zwangerschap liep mis tijdens deze stressvolle tijd. Toen de groep weer herenigd werd, werd ze weer ondergeschikt aan Flower. Na Flowers overlijden, nam ze de rol van het dominante vrouwtje permanent op zich. - Zaphod, de voormalige partner van Flower en het dominante mannetje van de Whiskers. Na Flowers overlijden, bleef hij aanvankelijk de rol van het dominante mannetje op zich nemen en jaagde alle mannetjes weg, die de groep naderde. Maar omdat hij niet met zijn eigen dochter zou kunnen paren, verliet hij de groep en werd een zwervend mannetje. Maar na een aantal weken keerde hij weer terug en nam de rol van het dominante mannetje weer op zich, hoewel hij niet Rocket Dogs partner kan worden. - Youssarian, Zaphods acht jaar oudere broer en voormalig dominant mannetje, met een litteken over zijn linkeroog. Hij wordt in het eerste seizoen beschreven als een mannetje met "sociale problemen" en is berucht om zijn gedwongen holenverhuizingen tijdens het oppassen op de pups. Hij heeft succesvol gepaard met een aantal vrouwtjes van de Lazuli en is de vader van Pancakes pups. In seizoen drie verliet hij de groep om te gaan zwerven. Hij is sindsdien maanden niet meer gezien. - Maybelline, dochter van Flower (dus zus van Rocket Dog) en rivale voor het leiderschap van de Whiskers. Met Rocket Dog toch vast in het zadel, verliet zij de groep met haar pups om en nieuwe groep te vormen, de Aztecs. - Daisy, dochter van Flower, met een nerveuze aanleg. Als dominante vrouwtje van een van de subgroepen, stond ze bekend om zonder een duidelijke reden te gaan "blaffen". Zij werd door Mozart, een ander ondergeschikt vrouwtje, uit de groep gezet, een zeldzame gebeurtenis in de stokstaartjesmaatschappij. Nadat Flower haar dominantie over de groep bekrachtigde, werd ze weer opgenomen in de groep. Met Rocket Dog als kinderloze leidster, kon ze haar tweede worp volbrengen zonder uitzetting te riskeren. - Flower, voormalig leidster en dominante vrouwtje van de Whiskers. Ze werd geboren in 2000 en werd de moeder van 70 pups. Toen zij een aantal pups tegen een giftige Kaapse cobra wilde beschermen, werd ze gebeten en stierf. Haar uitzonderlijk succesvol leiderschap is de hoofdzakelijke reden dat de Whisker groep als sterren van de serie werden geselecteerd. - Axel, een pup dat werd achtergelaten tijdens een Zappa aanval op de Whiskers door de Zappa's. In het verhaal wordt hij geadopteerd door de Whiskers nadat hij werd gevonden door Mitch. In de serie is Axel een Zappa pup, maar zijn onderzoeksnummer suggereert dat hij misschien een pup is van the Young Ones, die vaak worden gebruikt als beeldmateriaal van de Zappa's. - Mitch verscheen als pup in de eerste aflevering van de serie. Hij werd een keer achtergelaten tijdens een holenverhuizing door Kinkajou, maar werd gevonden door Shakespeare. Als volwassene, helpt hij regelmatig pups. Zo heeft hij geprobeerd de pups Ren en Stumpy te redden, toen ze werden achtergelaten door de groep en vond hij Axel. Hij is de beste schildwacht van de familie - Shakespeare, de heldhaftige zoon van Flower. Hij overleefde een dubbele beet, in zijn gezicht en been, van een pofadder. Hij verdween aan het einde van seizoen een en is hoogstwaarschijnlijk overleden. Thomas Flower merkte op dat "stokstaartjes vaak omkomen tijdens het verdedigen van pups, Shakespeare was een dag ervoor oppasser en de Lazuli waren in de buurt. Maar het is even waarschijnlijk dat hij is gedood door een roofdier, naar een andere groep gegaan is, of gedood werd tijdens aansluiting bij een groep, we zijn er gewoonweg niet bij geweest." |

| Lazuli               | Lazuli | Lazuli | Lazuli | Lazuli |
| -------------------- | --- | --- | --- | --- |
| Eerste verschijning: | Seizoen 1, Aflevering 2 | Groepsgrootte: | 23 | 23 |
| Dominante vrouwtje:  | Cazanna | Dominante mannetje: | JD | JD |
| Beschrijving:        | De Lazuli zijn een familie stokstaartjes, die de buren en grootste rivalen van de Whiskers waren tot seizoen drie. De Lazuli wonen in het gebied waar het beboste gebied langs de droge Kuraman rivierbedding over gaat in de duinen. Zij werden geleid door Cazanna en Big Si. Maar Big Si kreeg tuberculose en werd afgemaakt. Hoewel de onderzoekers en het camerateam normaal gesproken niet ingrijpen in de levens van de stokstaartjes, grijpen ze wel in als er tuberculose wordt geconstateerd. Dit om een uitbraak te voorkomen, die niet alleen voor de stokstaartjes zelf verwoestend zou zijn, maar ook voor het plaatselijke vee. De Lazuli speelde ook een rol in een special van National Geographic genoemd "Walking with Meerkats: Meerkat Madness" (2001) en dat werd geproduceerd door Big Wave TV | De Lazuli zijn een familie stokstaartjes, die de buren en grootste rivalen van de Whiskers waren tot seizoen drie. De Lazuli wonen in het gebied waar het beboste gebied langs de droge Kuraman rivierbedding over gaat in de duinen. Zij werden geleid door Cazanna en Big Si. Maar Big Si kreeg tuberculose en werd afgemaakt. Hoewel de onderzoekers en het camerateam normaal gesproken niet ingrijpen in de levens van de stokstaartjes, grijpen ze wel in als er tuberculose wordt geconstateerd. Dit om een uitbraak te voorkomen, die niet alleen voor de stokstaartjes zelf verwoestend zou zijn, maar ook voor het plaatselijke vee. De Lazuli speelde ook een rol in een special van National Geographic genoemd "Walking with Meerkats: Meerkat Madness" (2001) en dat werd geproduceerd door Big Wave TV | De Lazuli zijn een familie stokstaartjes, die de buren en grootste rivalen van de Whiskers waren tot seizoen drie. De Lazuli wonen in het gebied waar het beboste gebied langs de droge Kuraman rivierbedding over gaat in de duinen. Zij werden geleid door Cazanna en Big Si. Maar Big Si kreeg tuberculose en werd afgemaakt. Hoewel de onderzoekers en het camerateam normaal gesproken niet ingrijpen in de levens van de stokstaartjes, grijpen ze wel in als er tuberculose wordt geconstateerd. Dit om een uitbraak te voorkomen, die niet alleen voor de stokstaartjes zelf verwoestend zou zijn, maar ook voor het plaatselijke vee. De Lazuli speelde ook een rol in een special van National Geographic genoemd "Walking with Meerkats: Meerkat Madness" (2001) en dat werd geproduceerd door Big Wave TV | De Lazuli zijn een familie stokstaartjes, die de buren en grootste rivalen van de Whiskers waren tot seizoen drie. De Lazuli wonen in het gebied waar het beboste gebied langs de droge Kuraman rivierbedding over gaat in de duinen. Zij werden geleid door Cazanna en Big Si. Maar Big Si kreeg tuberculose en werd afgemaakt. Hoewel de onderzoekers en het camerateam normaal gesproken niet ingrijpen in de levens van de stokstaartjes, grijpen ze wel in als er tuberculose wordt geconstateerd. Dit om een uitbraak te voorkomen, die niet alleen voor de stokstaartjes zelf verwoestend zou zijn, maar ook voor het plaatselijke vee. De Lazuli speelde ook een rol in een special van National Geographic genoemd "Walking with Meerkats: Meerkat Madness" (2001) en dat werd geproduceerd door Big Wave TV |
| Leden:               | - Big Si was het dominante mannetje van de Lazuli en het grootste stokstaartje in de omgeving. Hij liep tuberculose op en stierf voor het einde van seizoen twee. - Cazanna, het voormalig dominante vrouwtje van de Lazuli. Zij was niet in staat nog pups te krijgen nadat haar zoon JD, na Big Si's overlijden, het dominante mannetje werd. - JD, zoon van Cazanna en het dominante mannetje na Big Si's overlijden. | - Big Si was het dominante mannetje van de Lazuli en het grootste stokstaartje in de omgeving. Hij liep tuberculose op en stierf voor het einde van seizoen twee. - Cazanna, het voormalig dominante vrouwtje van de Lazuli. Zij was niet in staat nog pups te krijgen nadat haar zoon JD, na Big Si's overlijden, het dominante mannetje werd. - JD, zoon van Cazanna en het dominante mannetje na Big Si's overlijden. | - Big Si was het dominante mannetje van de Lazuli en het grootste stokstaartje in de omgeving. Hij liep tuberculose op en stierf voor het einde van seizoen twee. - Cazanna, het voormalig dominante vrouwtje van de Lazuli. Zij was niet in staat nog pups te krijgen nadat haar zoon JD, na Big Si's overlijden, het dominante mannetje werd. - JD, zoon van Cazanna en het dominante mannetje na Big Si's overlijden. | - Big Si was het dominante mannetje van de Lazuli en het grootste stokstaartje in de omgeving. Hij liep tuberculose op en stierf voor het einde van seizoen twee. - Cazanna, het voormalig dominante vrouwtje van de Lazuli. Zij was niet in staat nog pups te krijgen nadat haar zoon JD, na Big Si's overlijden, het dominante mannetje werd. - JD, zoon van Cazanna en het dominante mannetje na Big Si's overlijden. |

| Commandoes           | Commandoes | Commandoes | Commandoes | Commandoes |
| -------------------- | --- | --- | --- | --- |
| Eerste verschijning: | Seizoen 2, Aflevering 3 | Groepsgrootte: | 24 | 24 |
| Dominante vrouwtje:  | Nikita | Dominante mannetje: | Hannibal | Hannibal |
| Beschrijving:        | De Commandoes zijn een vervaarlijke vijand van de Whiskers en de grootste opponenten in seizoen 2. Het lukt hun uiteindelijk een deel van territorium van de Whiskers over te nemen. In seizoen 3, stierven verschillende leden aan tuberculose, maar desondanks bleven ze het de Whiskers moeilijk maken. De "Commandoes" groep wordt gefilmd met zowel materiaal van de "Vivian" groep en de echte groep de Commandos. Het dominante koppel in de serie is eigenlijk het dominante koppel van de Vivian groep. Terwijl de meeste groepsfilmpjes de echte Commandoes zijn. | De Commandoes zijn een vervaarlijke vijand van de Whiskers en de grootste opponenten in seizoen 2. Het lukt hun uiteindelijk een deel van territorium van de Whiskers over te nemen. In seizoen 3, stierven verschillende leden aan tuberculose, maar desondanks bleven ze het de Whiskers moeilijk maken. De "Commandoes" groep wordt gefilmd met zowel materiaal van de "Vivian" groep en de echte groep de Commandos. Het dominante koppel in de serie is eigenlijk het dominante koppel van de Vivian groep. Terwijl de meeste groepsfilmpjes de echte Commandoes zijn. | De Commandoes zijn een vervaarlijke vijand van de Whiskers en de grootste opponenten in seizoen 2. Het lukt hun uiteindelijk een deel van territorium van de Whiskers over te nemen. In seizoen 3, stierven verschillende leden aan tuberculose, maar desondanks bleven ze het de Whiskers moeilijk maken. De "Commandoes" groep wordt gefilmd met zowel materiaal van de "Vivian" groep en de echte groep de Commandos. Het dominante koppel in de serie is eigenlijk het dominante koppel van de Vivian groep. Terwijl de meeste groepsfilmpjes de echte Commandoes zijn. | De Commandoes zijn een vervaarlijke vijand van de Whiskers en de grootste opponenten in seizoen 2. Het lukt hun uiteindelijk een deel van territorium van de Whiskers over te nemen. In seizoen 3, stierven verschillende leden aan tuberculose, maar desondanks bleven ze het de Whiskers moeilijk maken. De "Commandoes" groep wordt gefilmd met zowel materiaal van de "Vivian" groep en de echte groep de Commandos. Het dominante koppel in de serie is eigenlijk het dominante koppel van de Vivian groep. Terwijl de meeste groepsfilmpjes de echte Commandoes zijn. |
| Leden:               | - Hannibal, het dominante mannetje van de Commandoes. Hannibal mist een oog. - Nikita, het dominante vrouwtje van de Commandoes. Samen met de rest van de Commandoes, doodde zij een de Lazuli pup Bubble bij een invasie in het Lazuli territorium. Zij doodde ook de pups van Mozart. - Wilson, een zwervend mannetje, die probeerde te paren met Zappa vrouwtjes en met Rocket Dog van de Whiskers. Hij ontmoette ook Mozart en was een potentiële dominant mannetje voor de Starsky groep, maar Mozart stierf de dag na hun ontmoeting.                                 | - Hannibal, het dominante mannetje van de Commandoes. Hannibal mist een oog. - Nikita, het dominante vrouwtje van de Commandoes. Samen met de rest van de Commandoes, doodde zij een de Lazuli pup Bubble bij een invasie in het Lazuli territorium. Zij doodde ook de pups van Mozart. - Wilson, een zwervend mannetje, die probeerde te paren met Zappa vrouwtjes en met Rocket Dog van de Whiskers. Hij ontmoette ook Mozart en was een potentiële dominant mannetje voor de Starsky groep, maar Mozart stierf de dag na hun ontmoeting.                                 | - Hannibal, het dominante mannetje van de Commandoes. Hannibal mist een oog. - Nikita, het dominante vrouwtje van de Commandoes. Samen met de rest van de Commandoes, doodde zij een de Lazuli pup Bubble bij een invasie in het Lazuli territorium. Zij doodde ook de pups van Mozart. - Wilson, een zwervend mannetje, die probeerde te paren met Zappa vrouwtjes en met Rocket Dog van de Whiskers. Hij ontmoette ook Mozart en was een potentiële dominant mannetje voor de Starsky groep, maar Mozart stierf de dag na hun ontmoeting.                                 | - Hannibal, het dominante mannetje van de Commandoes. Hannibal mist een oog. - Nikita, het dominante vrouwtje van de Commandoes. Samen met de rest van de Commandoes, doodde zij een de Lazuli pup Bubble bij een invasie in het Lazuli territorium. Zij doodde ook de pups van Mozart. - Wilson, een zwervend mannetje, die probeerde te paren met Zappa vrouwtjes en met Rocket Dog van de Whiskers. Hij ontmoette ook Mozart en was een potentiële dominant mannetje voor de Starsky groep, maar Mozart stierf de dag na hun ontmoeting.                                 |

| Zappa                | Zappa | Zappa | Zappa | Zappa |
| -------------------- | --- | --- | --- | --- |
| Eerste verschijning: | Seizoen3, Aflevering 1 | Groepsgrootte: | 9 | 9 |
| Dominante vrouwtje:  | Punk | Dominante mannetje: | Houdini | Houdini |
| Beschrijving:        | De Zappa komen voor het eerst in beeld in seizoen drie. Nadat de Whiskers een deel van hun territorium overnemen, veroorzaken ze veel overlast voor de Whiskers. Ze werden geleid door Lola en Frank, maar na een succesvolle dubbele machtsovername, door Punk en Houdini. Veel van het beeldmateriaal dat wordt gebruikt in de serie voor de Zappa groep is eigenlijk materiaal van de groep genaamd "The Young Ones". Axel, het verlaten pup in seizoen drie, heeft een onderzoeksnummer dat aangeeft dat hij waarschijnlijk deel uitmaakte van de Young Ones groep. Maar het materiaal over het dominante koppel en het verhaal van de Zappa gaan wel over de echte Zappa. | De Zappa komen voor het eerst in beeld in seizoen drie. Nadat de Whiskers een deel van hun territorium overnemen, veroorzaken ze veel overlast voor de Whiskers. Ze werden geleid door Lola en Frank, maar na een succesvolle dubbele machtsovername, door Punk en Houdini. Veel van het beeldmateriaal dat wordt gebruikt in de serie voor de Zappa groep is eigenlijk materiaal van de groep genaamd "The Young Ones". Axel, het verlaten pup in seizoen drie, heeft een onderzoeksnummer dat aangeeft dat hij waarschijnlijk deel uitmaakte van de Young Ones groep. Maar het materiaal over het dominante koppel en het verhaal van de Zappa gaan wel over de echte Zappa. | De Zappa komen voor het eerst in beeld in seizoen drie. Nadat de Whiskers een deel van hun territorium overnemen, veroorzaken ze veel overlast voor de Whiskers. Ze werden geleid door Lola en Frank, maar na een succesvolle dubbele machtsovername, door Punk en Houdini. Veel van het beeldmateriaal dat wordt gebruikt in de serie voor de Zappa groep is eigenlijk materiaal van de groep genaamd "The Young Ones". Axel, het verlaten pup in seizoen drie, heeft een onderzoeksnummer dat aangeeft dat hij waarschijnlijk deel uitmaakte van de Young Ones groep. Maar het materiaal over het dominante koppel en het verhaal van de Zappa gaan wel over de echte Zappa. | De Zappa komen voor het eerst in beeld in seizoen drie. Nadat de Whiskers een deel van hun territorium overnemen, veroorzaken ze veel overlast voor de Whiskers. Ze werden geleid door Lola en Frank, maar na een succesvolle dubbele machtsovername, door Punk en Houdini. Veel van het beeldmateriaal dat wordt gebruikt in de serie voor de Zappa groep is eigenlijk materiaal van de groep genaamd "The Young Ones". Axel, het verlaten pup in seizoen drie, heeft een onderzoeksnummer dat aangeeft dat hij waarschijnlijk deel uitmaakte van de Young Ones groep. Maar het materiaal over het dominante koppel en het verhaal van de Zappa gaan wel over de echte Zappa. |
| Leden:               | - Punk, de zus van Lola. Punk, al opstandig onder Lola's leiderschap, gebruikte de zwakke staat van Lola om het dominante vrouwtje te worden. zij is zwanger met haar eerste pups. - Houdini, de jongere broer van Frank, huidig dominant mannetje en voormalig Casanova en zwerver. Hij heeft ooit succesvol gepaard met Flower, het dominante vrouwtje van de Whiskers, voordat hij werd weggejaagd door Zaphod. - Frank, het voormalig dominant mannetje. He wordt later ontzet door Houdini en uit de groep gezet. - Lola, het vorige dominante vrouwtje. Toen ze was verzwakt door een beet van een pofadder, nam Puk succesvol haar leiderschap over.                    | - Punk, de zus van Lola. Punk, al opstandig onder Lola's leiderschap, gebruikte de zwakke staat van Lola om het dominante vrouwtje te worden. zij is zwanger met haar eerste pups. - Houdini, de jongere broer van Frank, huidig dominant mannetje en voormalig Casanova en zwerver. Hij heeft ooit succesvol gepaard met Flower, het dominante vrouwtje van de Whiskers, voordat hij werd weggejaagd door Zaphod. - Frank, het voormalig dominant mannetje. He wordt later ontzet door Houdini en uit de groep gezet. - Lola, het vorige dominante vrouwtje. Toen ze was verzwakt door een beet van een pofadder, nam Puk succesvol haar leiderschap over.                    | - Punk, de zus van Lola. Punk, al opstandig onder Lola's leiderschap, gebruikte de zwakke staat van Lola om het dominante vrouwtje te worden. zij is zwanger met haar eerste pups. - Houdini, de jongere broer van Frank, huidig dominant mannetje en voormalig Casanova en zwerver. Hij heeft ooit succesvol gepaard met Flower, het dominante vrouwtje van de Whiskers, voordat hij werd weggejaagd door Zaphod. - Frank, het voormalig dominant mannetje. He wordt later ontzet door Houdini en uit de groep gezet. - Lola, het vorige dominante vrouwtje. Toen ze was verzwakt door een beet van een pofadder, nam Puk succesvol haar leiderschap over.                    | - Punk, de zus van Lola. Punk, al opstandig onder Lola's leiderschap, gebruikte de zwakke staat van Lola om het dominante vrouwtje te worden. zij is zwanger met haar eerste pups. - Houdini, de jongere broer van Frank, huidig dominant mannetje en voormalig Casanova en zwerver. Hij heeft ooit succesvol gepaard met Flower, het dominante vrouwtje van de Whiskers, voordat hij werd weggejaagd door Zaphod. - Frank, het voormalig dominant mannetje. He wordt later ontzet door Houdini en uit de groep gezet. - Lola, het vorige dominante vrouwtje. Toen ze was verzwakt door een beet van een pofadder, nam Puk succesvol haar leiderschap over.                    |

| Starsky              | Starsky | Starsky | Starsky | Starsky |
| -------------------- | --- | --- | --- | --- |
| Eerste verschijning: | Seizoen 3, Aflevering 2 | Status: | Verloren | Verloren |
| Beschrijving:        | De Starsky groep bestond uit voormalige uit de groep gezette Whisker vrouwtjes en zwervende mannetjes. Het werd geleid door Kinkajou en Carlos, maar Carlos stierf aan een geïnfecteerde wond in het gezicht, waardoor hij niet meer kon eten. Na zijn dood en zonder pups die meer dan een paar dagen oud werden, stierf de groep uit door slechte voedselgronden, ziekte en roofdieren. Mozart, de laatste overlevende werd gedood door een roofdier in april 2007 en de groep wordt nu als verloren beschouwd. | De Starsky groep bestond uit voormalige uit de groep gezette Whisker vrouwtjes en zwervende mannetjes. Het werd geleid door Kinkajou en Carlos, maar Carlos stierf aan een geïnfecteerde wond in het gezicht, waardoor hij niet meer kon eten. Na zijn dood en zonder pups die meer dan een paar dagen oud werden, stierf de groep uit door slechte voedselgronden, ziekte en roofdieren. Mozart, de laatste overlevende werd gedood door een roofdier in april 2007 en de groep wordt nu als verloren beschouwd. | De Starsky groep bestond uit voormalige uit de groep gezette Whisker vrouwtjes en zwervende mannetjes. Het werd geleid door Kinkajou en Carlos, maar Carlos stierf aan een geïnfecteerde wond in het gezicht, waardoor hij niet meer kon eten. Na zijn dood en zonder pups die meer dan een paar dagen oud werden, stierf de groep uit door slechte voedselgronden, ziekte en roofdieren. Mozart, de laatste overlevende werd gedood door een roofdier in april 2007 en de groep wordt nu als verloren beschouwd. | De Starsky groep bestond uit voormalige uit de groep gezette Whisker vrouwtjes en zwervende mannetjes. Het werd geleid door Kinkajou en Carlos, maar Carlos stierf aan een geïnfecteerde wond in het gezicht, waardoor hij niet meer kon eten. Na zijn dood en zonder pups die meer dan een paar dagen oud werden, stierf de groep uit door slechte voedselgronden, ziekte en roofdieren. Mozart, de laatste overlevende werd gedood door een roofdier in april 2007 en de groep wordt nu als verloren beschouwd. |
| Leden:               | - Mozart, stichtte de groep met zwerevend mannetje Carlos, nadat ze uit de Whisker groep werd gezet door matriarch Flower. Ze verlies haar dominante status aan haar halfzus Kinkajou. Toen de rest van de Starsky groep verloren waren, ontmoette ze Wilson van de Commandoes. Wilson leek wel Carlos te willen vervangen als het dominante mannetje van de groep. Maar de volgende dag werd Mozart gedood, buiten haar hol door een roofdier. - Carlos, het voormalig dominante mannetje van de Starsky groep. Hij was een zwervend mannetje uit de Lazuli groep, maar vertrok en startte de groep met Kinkajou en Mozart. He liep een wond op op zijn gezicht tijdens een gevecht met Hannibal, het dominante mannetje van de Commandoes, die snel geïnfecteerd raakte en resulteerde in zijn dood. - Kinkajou, de halfzus van Mozart. Zij nam de rol van dominant vrouwtje over, nadat ze paarde met Carlos, ging voedsel verzamelen met de groep en doodde Mozarts pups. Zij stierf een hongerdood in 2007. | - Mozart, stichtte de groep met zwerevend mannetje Carlos, nadat ze uit de Whisker groep werd gezet door matriarch Flower. Ze verlies haar dominante status aan haar halfzus Kinkajou. Toen de rest van de Starsky groep verloren waren, ontmoette ze Wilson van de Commandoes. Wilson leek wel Carlos te willen vervangen als het dominante mannetje van de groep. Maar de volgende dag werd Mozart gedood, buiten haar hol door een roofdier. - Carlos, het voormalig dominante mannetje van de Starsky groep. Hij was een zwervend mannetje uit de Lazuli groep, maar vertrok en startte de groep met Kinkajou en Mozart. He liep een wond op op zijn gezicht tijdens een gevecht met Hannibal, het dominante mannetje van de Commandoes, die snel geïnfecteerd raakte en resulteerde in zijn dood. - Kinkajou, de halfzus van Mozart. Zij nam de rol van dominant vrouwtje over, nadat ze paarde met Carlos, ging voedsel verzamelen met de groep en doodde Mozarts pups. Zij stierf een hongerdood in 2007. | - Mozart, stichtte de groep met zwerevend mannetje Carlos, nadat ze uit de Whisker groep werd gezet door matriarch Flower. Ze verlies haar dominante status aan haar halfzus Kinkajou. Toen de rest van de Starsky groep verloren waren, ontmoette ze Wilson van de Commandoes. Wilson leek wel Carlos te willen vervangen als het dominante mannetje van de groep. Maar de volgende dag werd Mozart gedood, buiten haar hol door een roofdier. - Carlos, het voormalig dominante mannetje van de Starsky groep. Hij was een zwervend mannetje uit de Lazuli groep, maar vertrok en startte de groep met Kinkajou en Mozart. He liep een wond op op zijn gezicht tijdens een gevecht met Hannibal, het dominante mannetje van de Commandoes, die snel geïnfecteerd raakte en resulteerde in zijn dood. - Kinkajou, de halfzus van Mozart. Zij nam de rol van dominant vrouwtje over, nadat ze paarde met Carlos, ging voedsel verzamelen met de groep en doodde Mozarts pups. Zij stierf een hongerdood in 2007. | - Mozart, stichtte de groep met zwerevend mannetje Carlos, nadat ze uit de Whisker groep werd gezet door matriarch Flower. Ze verlies haar dominante status aan haar halfzus Kinkajou. Toen de rest van de Starsky groep verloren waren, ontmoette ze Wilson van de Commandoes. Wilson leek wel Carlos te willen vervangen als het dominante mannetje van de groep. Maar de volgende dag werd Mozart gedood, buiten haar hol door een roofdier. - Carlos, het voormalig dominante mannetje van de Starsky groep. Hij was een zwervend mannetje uit de Lazuli groep, maar vertrok en startte de groep met Kinkajou en Mozart. He liep een wond op op zijn gezicht tijdens een gevecht met Hannibal, het dominante mannetje van de Commandoes, die snel geïnfecteerd raakte en resulteerde in zijn dood. - Kinkajou, de halfzus van Mozart. Zij nam de rol van dominant vrouwtje over, nadat ze paarde met Carlos, ging voedsel verzamelen met de groep en doodde Mozarts pups. Zij stierf een hongerdood in 2007. |